# Línea DISA
DISA en telefonía es la abreviación de Direct Inward Access System, que en la práctica es una operadora automática que permite acceder directamente a un anexo interno desde una línea externa en una central telefónica además de dar una imagen corporativa a la empresa. Es algo similar a la Respuesta Interactiva de Voz (IVR en Inglés).

## Funcionalidad
No es una línea DISA no permite que se haga una llamada a un anexo (extensión) de una central telefónica entregando el tono de la red interna de esta misma central. Su uso permite hacer llamadas DDI o de larga distancia desde afuera de una red privada de telefonía haciendo uso de esta misma red. Supongamos una empresa que tiene su red de telefonía privada que intercomunica todas sus distintas sucursales vía Tie Line. Si un funcionario de esta empresa está afuera y necesita llamar a una de sus sucursales pero no quiere pagar por larga distancia, llama al número asignado a la línea DISA, toma el tono de discado y marca el código def acceso a la tie line, comunicándose de esta manera desde su celular, por ejemplo, hasta la sucursal pagando solamente la llamada hasta la central telefónica de su oficina.
Dependendo del modelo de la central telefónica, la línea disa puede estar programa para tener códigos de seguridad además de tener límites de uso por cantidad de llamadas, por horario, por duración, entre otras variables.

## Funcionamiento de la Línea DISA
1. La DISA recibe una llamada desde un tramo externo, por ejemplo;
2. El suscritor escucha el tono DIS o anuncio de voz programado;
3. Si la central está programada para solicitar el código de autorización, el suscritor marca este código y luego recibe un tono de confirmación desde que marque el código correcto;
4. El suscritor externo hace la llamada a la extensión deseada o toma otro tramo desde que así esté permitida la programación de la central.

- Datos: Q5987311